# عامر شعباني
عامر شعباني رّسام وشّاعر وكاتب ولد في 23 يناير 1936م بحي سيدي يحيى بقصبة مدينة دلس السّاحلية التي تبعد عن الجزائر العاصمة بـ: 105كلم، (حاليا ولاية بومرداس).
ناضل في صفوف جبهة والجزائر إلى أن استقلّت الجزائر.[بحاجة لمصدر]
التحق بعدها بسلك التّعليم حتى سنّ التّقاعد، ليتفرّغ بعد ذلك للإبداع الفنّي، ليثري الأدب الجزائري بأكثر من ثمانية دواوين شعرية، المطبوع منها:
[بحاجة لمصدر]

## مؤلفاته
- رباعيات (1): دار البلاغ، الجزائر، الطّبعة: الأولى، سنة: 2001م/1422هـ.
- رباعيات (2):دار الوعي، الجزائر، الطّبعة: الأولى، سنة: 2007.
- رباعيات (3):ثفاثات جراح:يحتوى على مجموعة دواوين هي:
- حني،
- أننين الدياجر،
- زفرات،
- شرارات غيظ،
- عصير فتنة، طبع: دار الوعي الجزائر، طبعة سنة: 2007م.
- زفير الكبت: إصدارات رابطة إبداع الثّقافية، طبع على نفقة الصندوق الوطني لترقية الفنون والآداب التّابع لوزارة الاتّصال والثّقافة، الجزائر، سنة: 2002م.
- وجدانيات:إصدارات رابطة إبداع الثّقافية، طبع على نفقة الصندوق الوطني لترقية الفنون والآداب التّابع لوزارة الاتّصال والثّقافة، الجزائر، سنة: 2002م.
- غصن عنّاب: دار البلاغ للنّشر والتّوزيع، باب الزوار، الجزائر، الطّبعة: الأولى، السنة: 2002م.

وتدور جلّ مواضيعها حول معاناة الإنسان، والثّورة، والوطن.
والشّاعر فنّانٌ تشكيلي عصامي مبدع.شارك في عدّة معارض وطنية. تمتاز لواحاته بدقّة تناسق الألوان، بين الر ّمزية والتّجريدية. ومعظمها يعبّر عن المعاناة والآلام الاجتماعية.
جمع الشّاعر عامر شعباني بين موهبتين قلّ ما تجتمعان للأديب وقد أبدع فيهما، واستطاع أن يدمج بين القصيدة واللّوحة. وقد يتفرّغ للقصيدة حينا، ولللّوحة حينا آخر.